# 7 août aux Jeux olympiques d'été de 2024
Navigation
6 août 8 août
Le mercredi 7 août 2024 est le quatorzième jour de compétitions des Jeux olympiques d'été de 2024 à Paris en France.

## Programme
| Heure UTC+02:00 (France)                      |               |
| bleu                                          | Cérémonie     |
| neutre                                        | Épreuve       |
| or                                            | Finale        |
| orange                                        | Petite finale |
| rose                                          | Reporté       |
| gris                                          | Annulé        |
| Compétition masculine                         | Hommes        |
| Compétition féminine                          | Femmes        |
| Compétition mixte (hommes et femmes mélangés) | Mixte         |
| Compétition en couple (1 homme et 1 femme)    | Couple        |
| modifier                                      |               |

| Horaire | Discipline Spécialité | Discipline Spécialité                                     | Discipline Spécialité                         | Phase                     | Résultats | Références |
| ------- | --------------------- | --------------------------------------------------------- | --------------------------------------------- | ------------------------- | --------- | ---------- |
| 7 h 30  |                       | Athlétisme Marche par équipes                             | Compétition mixte (hommes et femmes ensemble) | Finale                    |           |            |
| 9 h 0   |                       | Golf Compétition féminine (Tour 1)                        | Compétition femmes                            | Tour de compétition       | -         | -          |
| 9 h 0   |                       | Taekwondo Moins de 49 kg                                  | Compétition femmes                            | 8e de finale              | -         | -          |
| 9 h 10  |                       | Taekwondo Moins de 58 kg                                  | Compétition hommes                            | 8e de finale              | -         | -          |
| 9 h 30  |                       | Canoë-kayak (course en ligne) K1 500 m                    | Compétition femmes                            | Éliminatoires             | -         | -          |
| 9 h 30  |                       | Handball Tournoi masculin                                 | Compétition hommes                            | 1/4 de finale             | vs        |            |
| 10 h 0  |                       | Escalade Combiné (Difficulté)                             | Compétition hommes                            | 1/2 finale                | -         | -          |
| 10 h 0  |                       | Plongeon Tremplin à 3 mètres                              | Compétition hommes                            | 1/2 finale                | -         | -          |
| 10 h 0  |                       | Tennis de table Par équipes                               | Compétition hommes                            | 1/4 de finale             | -         | -          |
| 10 h 0  |                       | Tennis de table Par équipes                               | Compétition femmes                            | 1/4 de finale             | -         | -          |
| 10 h 5  |                       | Athlétisme Saut en hauteur                                | Compétition hommes                            | Qualifications            | -         | -          |
| 10 h 15 |                       | Athlétisme 100 m haies                                    | Compétition femmes                            | 1er tour                  | -         | -          |
| 10 h 25 |                       | Athlétisme Lancer du javelot                              | Compétition femmes                            | Qualifications (Groupe A) | -         | -          |
| 10 h 40 |                       | Canoë-kayak (course en ligne) K1 1 000 m                  | Compétition hommes                            | Éliminatoires             | -         | -          |
| 11 h 0  |                       | Basket-ball Tournoi féminin                               | Compétition femmes                            | 1/4 de finale             | vs        |            |
| 11 h 0  |                       | Lutte Gréco-romaine - Moins de 77 kg                      | Compétition hommes                            | Repêchage                 | -         | -          |
| 11 h 0  |                       | Lutte Libre - Moins de 50 kg                              | Compétition femmes                            | Repêchage                 | -         | -          |
| 11 h 0  |                       | Lutte Gréco-romaine - Moins de 97 kg                      | Compétition hommes                            | Repêchage                 | -         | -          |
| 11 h 0  |                       | Voile 470                                                 | Compétition mixte (hommes et femmes ensemble) | Finale                    |           |            |
| 11 h 0  |                       | Voile Nacra 17                                            | Compétition mixte (hommes et femmes ensemble) | Finale                    |           |            |
| 11 h 0  |                       | Voile Formula Kite (courses 13, 14, 15 et 16)             | Compétition femmes                            | Tour de compétition       | -         | -          |
| 11 h 0  |                       | Voile Formula Kite (courses 13, 14, 15 et 16)             | Compétition hommes                            | Tour de compétition       | -         | -          |
| 11 h 10 |                       | Athlétisme 5 000 m                                        | Compétition hommes                            | 1er tour                  | -         | -          |
| 11 h 30 |                       | Lutte Gréco-romaine - Moins de 67 kg                      | Compétition hommes                            | 8e de finale              | -         | -          |
| 11 h 30 |                       | Lutte Libre - Moins de 53 kg                              | Compétition femmes                            | 8e de finale              | -         | -          |
| 11 h 30 |                       | Lutte Gréco-romaine - Moins de 87 kg                      | Compétition hommes                            | 8e de finale              | -         | -          |
| 11 h 40 |                       | Canoë-kayak (course en ligne) C1 1 000 m                  | Compétition hommes                            | Éliminatoires             | -         | -          |
| 11 h 50 |                       | Athlétisme Lancer du javelot                              | Compétition femmes                            | Qualifications (Groupe B) | -         | -          |
| 11 h 55 |                       | Athlétisme 800 m                                          | Compétition hommes                            | 1er tour                  | -         | -          |
| 12 h 28 |                       | Escalade Vitesse                                          | Compétition femmes                            | 1/4 de finale             | -         | -          |
| 12 h 30 |                       | Skateboard Park                                           | Compétition hommes                            | Qualifications            | -         | -          |
| 12 h 45 |                       | Athlétisme 1 500 m                                        | Compétition femmes                            | Repêchages                | -         | -          |
| 12 h 45 |                       | Cyclisme sur piste Vitesse individuelle                   | Compétition hommes                            | Qualifications            | -         | -          |
| 12 h 46 |                       | Escalade Vitesse                                          | Compétition femmes                            | 1/4 de finale             | -         | -          |
| 12 h 50 |                       | Lutte Gréco-romaine - Moins de 67 kg                      | Compétition hommes                            | 1/4 de finale             | -         | -          |
| 11 h 30 |                       | Lutte Libre - Moins de 53 kg                              | Compétition femmes                            | 1/4 de finale             | -         | -          |
| 11 h 30 |                       | Lutte Gréco-romaine - Moins de 87 kg                      | Compétition hommes                            | 1/4 de finale             | -         | -          |
| 12 h 55 |                       | Escalade Vitesse                                          | Compétition femmes                            | Finale                    |           |            |
| 13 h 26 |                       | Cyclisme sur piste Keirin                                 | Compétition femmes                            | 1er tour                  | -         | -          |
| 13 h 30 |                       | Canoë-kayak (course en ligne) K1 500 m                    | Compétition femmes                            | 1/4 de finale             | -         | -          |
| 13 h 30 |                       | Handball Tournoi masculin                                 | Compétition hommes                            | 1/4 de finale             | vs        |            |
| 13 h 52 |                       | Cyclisme sur piste Poursuite par équipes                  | Compétition femmes                            | 1er tour                  | -         | -          |
| 14 h 0  |                       | Hockey sur gazon Tournoi féminin                          | Compétition femmes                            | 1/2 finale                | vs        |            |
| 14 h 0  |                       | Water-polo Tournoi masculin                               | Compétition hommes                            | 1/4 de finale             | vs        |            |
| 14 h 10 |                       | Canoë-kayak (course en ligne) K1 1 000 m                  | Compétition hommes                            | 1/4 de finale             | -         | -          |
| 14 h 30 |                       | Basket-ball Tournoi féminin                               | Compétition femmes                            | 1/4 de finale             | vs        |            |
| 14 h 30 |                       | Cyclisme sur piste Vitesse individuelle                   | Compétition hommes                            | 32e de finale             | -         | -          |
| 14 h 30 |                       | Taekwondo Moins de 49 kg                                  | Compétition femmes                            | 1/4 de finale             | -         | -          |
| 14 h 40 |                       | Canoë-kayak (course en ligne) C1 1 000 m                  | Compétition hommes                            | 1/4 de finale             | -         | -          |
| 14 h 40 |                       | Taekwondo Moins de 58 kg                                  | Compétition hommes                            | 1/4 de finale             | -         | -          |
| 15 h 0  |                       | Haltérophilie Moins de 61 kg                              | Compétition hommes                            | Finale                    |           |            |
| 15 h 0  |                       | Plongeon Tremplin à 3 mètres                              | Compétition femmes                            | Qualifications            | -         | -          |
| 15 h 0  |                       | Tennis de table Par équipes                               | Compétition hommes                            | 1/4 de finale             | -         | -          |
| 15 h 0  |                       | Tennis de table Par équipes                               | Compétition femmes                            | 1/4 de finale             | -         | -          |
| 15 h 10 |                       | Cyclisme sur piste Keirin                                 | Compétition femmes                            | Repêchages                | -         | -          |
| 15 h 30 |                       | Cyclisme sur piste Vitesse individuelle                   | Compétition hommes                            | Repêchages                | -         | -          |
| 15 h 35 |                       | Water-polo Tournoi masculin                               | Compétition hommes                            | 1/4 de finale             | vs        |            |
| 16 h 0  |                       | Volley-ball Tournoi masculin                              | Compétition hommes                            | 1/2 finale                | vs        |            |
| 16 h 11 |                       | Taekwondo Moins de 49 kg                                  | Compétition femmes                            | 1/2 finale                | -         | -          |
| 16 h 24 |                       | Taekwondo Moins de 58 kg                                  | Compétition hommes                            | 1/2 finale                | -         | -          |
| 17 h 0  |                       | Beach-volley                                              | -                                             | 1/4 de finale             | vs        |            |
| 17 h 30 |                       | Cyclisme sur piste Vitesse individuelle                   | Compétition hommes                            | 16e de finale             | -         | -          |
| 17 h 30 |                       | Handball Tournoi masculin                                 | Compétition hommes                            | 1/4 de finale             | vs        |            |
| 17 h 30 |                       | Skateboard Park                                           | Compétition hommes                            | Finale                    |           |            |
| 18 h 0  |                       | Basket-ball Tournoi féminin                               | Compétition femmes                            | 1/4 de finale             | vs        |            |
| 18 h 0  |                       | Beach-volley                                              | -                                             | 1/4 de finale             | vs        |            |
| 18 h 4  |                       | Cyclisme sur piste Poursuite par équipes                  | Compétition hommes                            | Finale pour la 7e place   | -         | -          |
| 18 h 10 |                       | Cyclisme sur piste Poursuite par équipes                  | Compétition hommes                            | Finale pour la 5e place   | -         | -          |
| 18 h 15 |                       | Lutte Gréco-romaine - Moins de 67 kg                      | Compétition hommes                            | 1/2 finale                | -         | -          |
| 18 h 25 |                       | Cyclisme sur piste Poursuite par équipes                  | Compétition hommes                            | Finale                    |           |            |
| 18 h 35 |                       | Lutte Gréco-romaine - Moins de 87 kg                      | Compétition hommes                            | 1/2 finale                | -         | -          |
| 18 h 42 |                       | Cyclisme sur piste Vitesse individuelle                   | Compétition hommes                            | Repêchages                | -         | -          |
| 18 h 55 |                       | Lutte Libre - Moins de 53 kg                              | Compétition femmes                            | 1/2 finale                | -         | -          |
| 18 h 57 |                       | Cyclisme sur piste Poursuite par équipes                  | Compétition femmes                            | Finale                    |           |            |
| 19 h 0  |                       | Athlétisme Saut à la perche                               | Compétition femmes                            | Finale                    |           |            |
| 19 h 0  |                       | Hockey sur gazon Tournoi féminin                          | Compétition femmes                            | 1/2 finale                | vs        |            |
| 19 h 0  |                       | Water-polo Tournoi masculin                               | Compétition hommes                            | 1/4 de finale             | vs        |            |
| 19 h 5  |                       | Athlétisme 110 m haies                                    | Compétition hommes                            | 1/2 finale                | -         | -          |
| 19 h 15 |                       | Athlétisme Triple saut                                    | Compétition hommes                            | Qualifications            | -         | -          |
| 19 h 30 |                       | Haltérophilie Moins de 49 kg                              | Compétition femmes                            | Finale                    |           |            |
| 19 h 30 |                       | Lutte Gréco-romaine - Moins de 77 kg                      | Compétition hommes                            | Finale                    |           |            |
| 19 h 30 |                       | Natation synchronisée Par équipes - Programme acrobatique | Compétition femmes                            | Finale                    |           |            |
| 19 h 30 |                       | Taekwondo Moins de 49 kg                                  | Compétition femmes                            | Repêchages                | -         | -          |
| 19 h 35 |                       | Athlétisme 400 m haies                                    | Compétition hommes                            | 1/2 finale                | -         | -          |
| 19 h 38 |                       | Cyclisme sur piste Vitesse individuelle                   | Compétition hommes                            | 8e de finale              | -         | -          |
| 19 h 40 |                       | Taekwondo Moins de 58 kg                                  | Compétition hommes                            | Repêchages                | -         | -          |
| 20 h 0  |                       | Tennis de table Par équipes                               | Compétition hommes                            | 1/2 finale                | -         | -          |
| 20 h 0  |                       | Volley-ball Tournoi masculin                              | Compétition hommes                            | 1/2 finale                | vs        |            |
| 20 h 2  |                       | Athlétisme 200 m                                          | Compétition femmes                            | 1/2 finale                | -         | -          |
| 20 h 5  |                       | Lutte Gréco-romaine - Moins de 97 kg                      | Compétition hommes                            | Finale                    |           |            |
| 20 h 14 |                       | Cyclisme sur piste Vitesse individuelle                   | Compétition hommes                            | Repêchages                | -         | -          |
| 20 h 19 |                       | Taekwondo Moins de 49 kg                                  | Compétition femmes                            | Finale                    |           |            |
| 20 h 25 |                       | Athlétisme Lancer du disque                               | Compétition hommes                            | Finale                    |           |            |
| 20 h 35 |                       | Taekwondo Moins de 58 kg                                  | Compétition hommes                            | Finale                    |           |            |
| 20 h 35 |                       | Water-polo Tournoi masculin                               | Compétition hommes                            | 1/4 de finale             | vs        |            |
| 20 h 45 |                       | Athlétisme 400 m                                          | Compétition femmes                            | 1/2 finale                | -         | -          |
| 20 h 50 |                       | Lutte Libre - Moins de 50 kg                              | Compétition femmes                            | Finale                    |           |            |
| 21 h 0  |                       | Beach-volley                                              | -                                             | 1/4 de finale             | vs        |            |
| 21 h 20 |                       | Athlétisme 400 m                                          | Compétition hommes                            | Finale                    |           |            |
| 21 h 30 |                       | Basket-ball Tournoi féminin                               | Compétition femmes                            | 1/4 de finale             | vs        |            |
| 21 h 30 |                       | Boxe Poids plumes (Moins de 57 kg)                        | Compétition femmes                            | 1/2 finale                | -         | -          |
| 21 h 30 |                       | Handball Tournoi masculin                                 | Compétition hommes                            | 1/4 de finale             | vs        |            |
| 21 h 40 |                       | Athlétisme 3 000 m steeple                                | Compétition hommes                            | Finale                    |           |            |
| 22 h 0  |                       | Beach-volley                                              | -                                             | 1/4 de finale             | vs        |            |
| 22 h 2  |                       | Boxe Poids super-lourds (Plus de 92 kg)                   | Compétition hommes                            | 1/2 finale                | -         | -          |
| 22 h 34 |                       | Boxe Poids légers (Moins de 63,5 kg)                      | Compétition hommes                            | Finale                    |           |            |
| 22 h 51 |                       | Boxe Poids mi-lourds (Moins de 80 kg)                     | Compétition hommes                            | Finale                    |           |            |

## Tableaux des médailles
- Pays organisateur (France)

| Rang  | Nation           | Or | Argent | Bronze | Total |
| ----- | ---------------- | -- | ------ | ------ | ----- |
| 1     | Chine            | 4  | 1      | 1      | 6     |
| 2     | Australie        | 4  | 0      | 2      | 6     |
| 3     | États-Unis       | 3  | 4      | 1      | 8     |
| 4     | Cuba             | 1  | 1      | 1      | 3     |
| 4     | Thaïlande        | 1  | 1      | 1      | 3     |
| 6     | Pologne          | 1  | 0      | 2      | 3     |
| 7     | Espagne          | 1  | 0      | 1      | 2     |
| 7     | Iran             | 1  | 0      | 1      | 2     |
| 7     | Japon            | 1  | 0      | 1      | 2     |
| 10    | Corée du Sud     | 1  | 0      | 0      | 1     |
| 10    | Jamaïque         | 1  | 0      | 0      | 1     |
| 10    | Maroc            | 1  | 0      | 0      | 1     |
| 10    | Pays-Bas         | 1  | 0      | 0      | 1     |
| 10    | Ukraine          | 1  | 0      | 0      | 1     |
| 15    | Grande-Bretagne  | 0  | 2      | 1      | 3     |
| 16    | Kazakhstan       | 0  | 2      | 0      | 2     |
| 17    | France           | 0  | 1      | 2      | 3     |
| 18    | Arménie          | 0  | 1      | 1      | 2     |
| 19    | Azerbaïdjan      | 0  | 1      | 0      | 1     |
| 19    | Chypre           | 0  | 1      | 0      | 1     |
| 19    | Danemark         | 0  | 1      | 0      | 1     |
| 19    | Équateur         | 0  | 1      | 0      | 1     |
| 19    | Lituanie         | 0  | 1      | 0      | 1     |
| 19    | Nouvelle-Zélande | 0  | 1      | 0      | 1     |
| 19    | Roumanie         | 0  | 1      | 0      | 1     |
| 26    | Kirghizistan     | 0  | 0      | 2      | 2     |
| 27    | Allemagne        | 0  | 0      | 1      | 1     |
| 27    | Brésil           | 0  | 0      | 1      | 1     |
| 27    | Canada           | 0  | 0      | 1      | 1     |
| 27    | Croatie          | 0  | 0      | 1      | 1     |
| 27    | Italie           | 0  | 0      | 1      | 1     |
| 27    | Kenya            | 0  | 0      | 1      | 1     |
| 27    | Norvège          | 0  | 0      | 1      | 1     |
| 27    | Pérou            | 0  | 0      | 1      | 1     |
| 27    | Taipei chinois   | 0  | 0      | 1      | 1     |
| 27    | Tunisie          | 0  | 0      | 1      | 1     |
| 27    | Zambie           | 0  | 0      | 1      | 1     |
| Total | Total            | 22 | 21     | 27     | 70    |

| Rang  | Nation          | Or | Argent | Bronze | Total |
| ----- | --------------- | -- | ------ | ------ | ----- |
| 1     | États-Unis      | 27 | 35     | 32     | 94    |
| 2     | Chine           | 25 | 23     | 17     | 65    |
| 3     | Australie       | 18 | 12     | 11     | 41    |
| 4     | France          | 13 | 17     | 21     | 51    |
| 5     | Grande-Bretagne | 12 | 17     | 20     | 49    |
| Total |                 |    |        |        |       |